# Reino de Macanga
O reino de Macanga foi um antigo estado independente no território que hoje faz parte de Moçambique. Em 1902 foi anexado pelos portugueses à província de Moçambique.

## História
O reino de Macanga foi fundado por um goês, Gonçalo Caetano Pereira que, tendo chegado a Moçambique em 1760, se apoderou das jazidas auríferas a norte de Tete e recebeu o território como feudo da parte do rei de Undi, reino marave. Gonçalo Caetano Pereira foi o homem mais poderoso da região nos primeiros trinta anos do séc XIX e era considerado um parceiro fiel da administração portuguesa em Tete, tendo ajudado o exército português com os seus guerreiros quando se deu a Grande Seca de Moçambique. Foi sucedido pelo seu irmão Pedro Caetano Pereira, conhecido como Choutama, que declarou a independência e é por isso considerado o primeiro régulo de Macanga. A Pedro Caetano se deve o despoletar das Guerras da Zambézia ao ter expulso, em 1840, um régulo marave de nome Bive, que pediu auxílio aos portugueses em Tete.
Em 1902, Macanga foi anexada a Moçambique por António Júlio de Brito, que antes conquistara a Angónia e lá residia como prazeiro, rei dos angunes e residente da Companhia da Zambézia. A 27 de Março de 1902 penetrou na região à cabeça de 3000 guerreiros angunes, 290 sipaios armados de espingardas, quatro muzungos, dois brancos e 400 carregadores. Três dias de combates em Furancongo resultaram na morte de Chistoa, um régulo aliado do último régulo de Macanga, Chinsinga. A 7 de Abril foi morto o régulo Chissamba e a 21 de Abril deu-se um combate contra o régulo Chinsinga em pessoa mas este foi derrotado, tendo sofrido 22 mortes. A 27 de Abril ocuparam uma aringa de Chinsinga e a 15 de Maio 180 sipaios apoderaram-se da sua capital, Muchena, defendida por um fosso e uma muralha com parapeito. Chinsinga tentou fugir para a Niassalândia mas, abandonado pelos seus, foi capturado no rio Revubué por um sipaio ou pelos angunes e executado. Após a anexação de Macanga, muitos dos seus habitantes serviram como carregadores na campanha do Barué. Os sipaios de Júlio de Brito sofreram ao todo 10 mortos.